# Харада, Масато
Масато Харада (яп. 原田 眞人 Харада Масато, род. 3 июля 1949 года, Нумадзу, Сидзуока, Япония) —  японский кинорежиссёр, сценарист и кинокритик. Наиболее известен по картинам «Ганхед: Война роботов», «Камикадзе-такси», «Инугами», «Отверженные», «The Climber's High» и «Император в августе». Неоднократный номинант на премию Японской киноакадемии, лауреат кинопремий «Голубая лента», «Кинема Дзюмпо», участник международных кинофестивалей. Работал в различных жанрах, начиная научной фантастикой и неонуаром и заканчивая мелодрамой и историческими фильмами.

## Биография
Родился 3 июля 1949 года в  Нумадзу, Сидзуока. Окончил старшую школу города Симидзу. В начале 1970-х несколько лет учился в Токийском колледже фотографии, а также в калифорнийском университете Пеппердайн. В 1972 году побывал в Лондоне, где изучал английский язык. Вернувшись спустя год на родину, устроился на должность кинокритика в журнал «Кинэма Дзюмпо».
B 1979 году снял свою дебютную картину, мелодраму «Сараба эйга но томойо: индиан самаа». В 1989 году Харада выпустил фантастический боевик «Ганхед: Война роботов», который принёс ему широкую известность. Затем, снятый в 1995 году, криминальный боевик «Камикадзе-такси» с Кодзи Якусё в главной роли закрепил популярность Харады.
В 1997 году выпустил криминальную драму «Отверженные», за которую был удостоен двух наград кинопремии «Голубая лента» в категориях «Лучший режиссёр» и «Лучший фильм». Последующий фильм, драматический триллер «Очарованный», положительно оцененный кинокритиками, был представлен в 12 номинациях на премии Японской киноакадемии. В 2001 году Харада снял драму «Инугами», ставшую для него первой работой представленной на зарубежных кинофестивалях — в частности, картина была допущена в конкурсную программу Берлинале.
В 2000-х годах Харада снял шесть фильмов, наиболее успешным из которых стал «The Climber's High», посвященный катастрофе Boeing 747 под Токио, получивший 10 номинаций на премии Японской киноакадемии.
В 2015 выпустил фильм «Император в августе», посвященный событиям предшествующим капитуляции Японии в августе 1945 года. Картина вызвала неоднозначную реакцию критиков из-за недосказанности относительно участия и вины высшего руководства Японии в развязывании Второй мировой войны. При этом фильм стал коммерчески успешным: кассовые сборы фильма превысили 150 миллионов долларов.

## Фильмография
Режиссёр
- 1979 — «Сараба эйга но томойо: индиан самаа»
- 1984 — «Уиндии»
- 1986 — «Paris/Dakar 1500»
- 1986 — «Онянко дза муби кики иппату»
- 1987 — «Сараба итосики хито йо»
- 1989 — «Ганхед: Война роботов»
- 1992 — «Tuff 5»
- 1993 — «Раскрашенная пустыня»
- 1995 — «Камикадзе-такси»
- 1996 — «Rowing Through»
- 1997 — «Отверженные»
- 1999 — «Очарованный»
- 2001 — «Инугами»
- 2002 — «Выбор Геркулеса»
- 2005 — «Голубые чулки»
- 2007 — «Дух теней»
- 2007 — «Суицидальная песня»
- 2008 — «The Climber's High»
- 2011 — «Хроники моей матери»
- 2013 — «Какэкоми»
- 2015 — «Император в августе»
- 2017 — «Битва при Сэкигахара»
- 2018 — «Преступник для прокурора»
- 2020 — «Пылающий меч»

Актёр
- 2003 — Последний самурай — Омура
- 2006 — Бесстрашный — Мита

## Комментарии
1. ↑  Сараба эйга но томойо: индиан самаа (яп. さらば映画の友よ インディアンサマー)